# Louisa Beresford, markiezin van Waterford

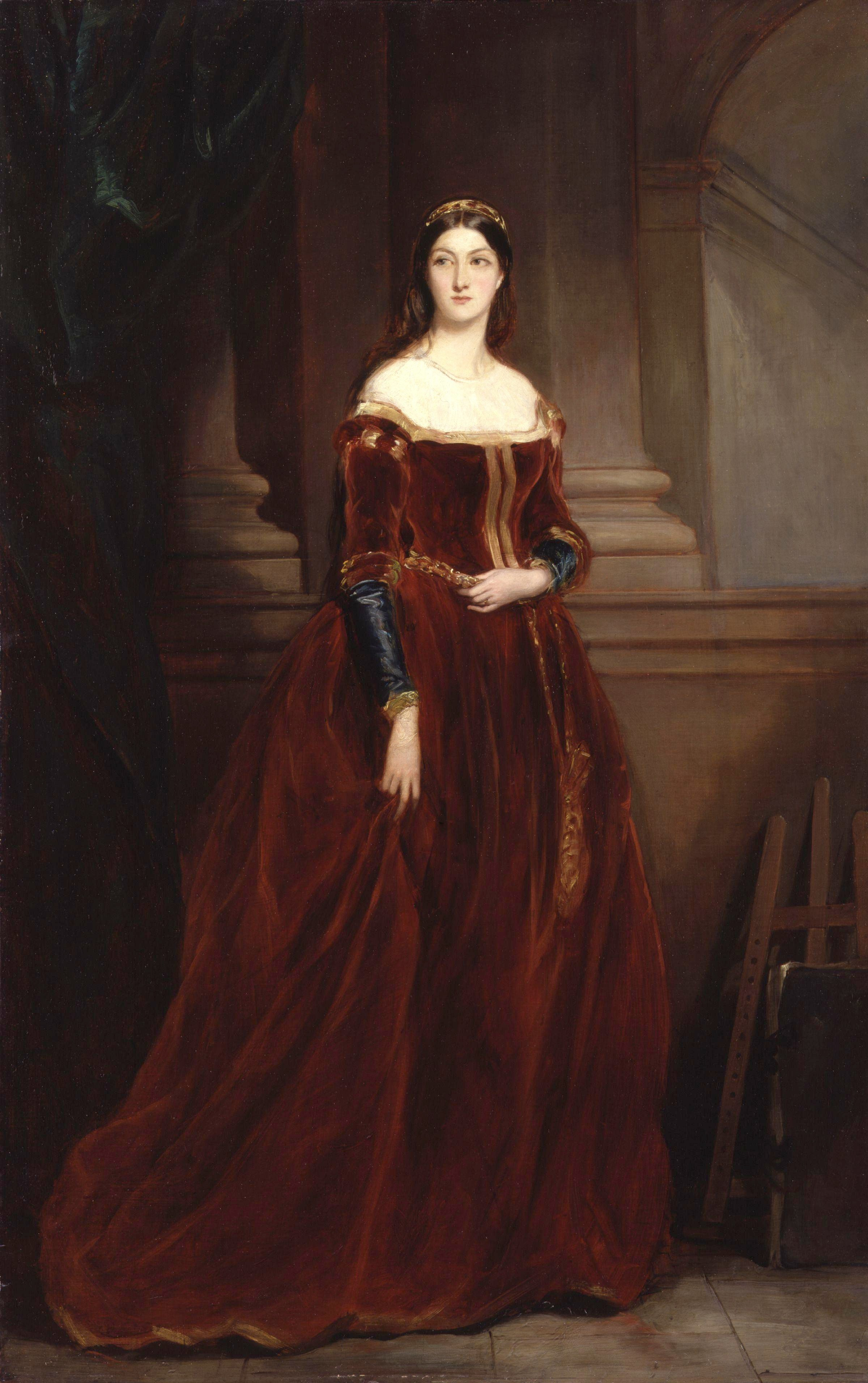
Louisa, Markiezin Waterford, door Francis Grant

Louisa Anne Beresford, markiezin van Waterford (geboren Louisa Anne Stuart), (Parijs, 14 april 1818 – Ford (Northumberland), 12 mei 1891) was een Brits model van de prerafaëlieten, schilderes en filantrope.

## Leven en werk
Louisa Stuart stamde uit een adellijke familie als tweede dochter en mede-erfgenaam van de 1e en laatste baron Stuart van Rothesay. Haar vader was Brits ambassadeur in Parijs. Ze huwde met Henry De La Poer Beresford (1811-1859), 3e Markies van Waterford en bewoonde een landgoed in Northumberland: zij kregen geen kinderen en het markiezaat ging over op zijn broer John De La Poer Beresford (1814-1866). Louisa deed veel liefdadigheidswerk en liet onder andere een school bouwen voor de lokale bevolking.
Louisa Beresford volgde een aantal kunststudies, onder andere bij John Ruskin, en werd begin jaren vijftig een pupil van de prerafaëlitische kunstschilder Dante Gabriel Rossetti. Door haar schoonheid werd ze door de prerafaëlieten ook veelvuldig gevraagd voor hen te poseren. Met name John Everett Millais koos haar meermaals als model, onder andere voor zijn Mariana.
Als schilderes maakte Beresford vooral werken in waterverf. Tussen 1860 en 1882 maakte ze ook vele muurschilderingen op haar landgoed en in de school die ze had laten bouwen, vaak Bijbelse taferelen, meestal met mensen uit de lokale bevolking als model.
Ze overleed op 73-jarige leeftijd op haar landgoed, waar ze ook ligt begraven.

## Galerij

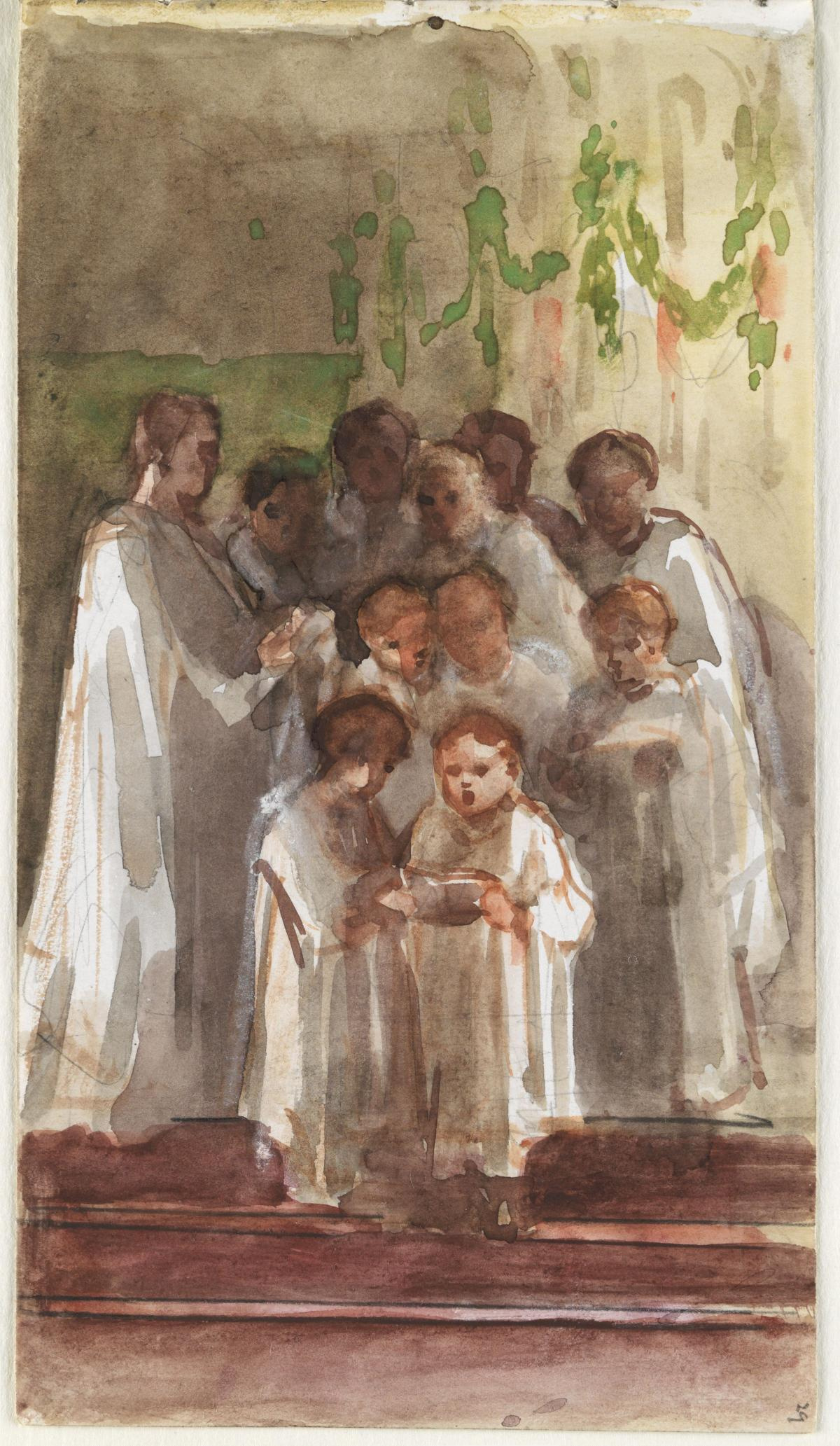
Choir singing on Christmas Day
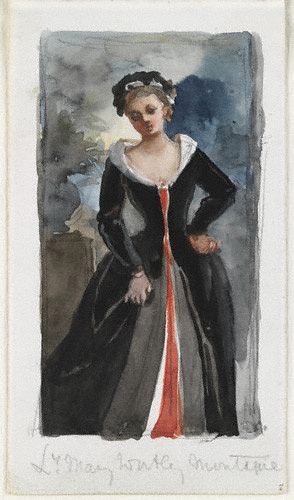
Lady Mary Wortley Montagu
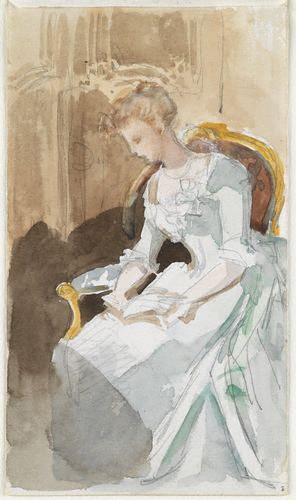
Lady Victoria Lew
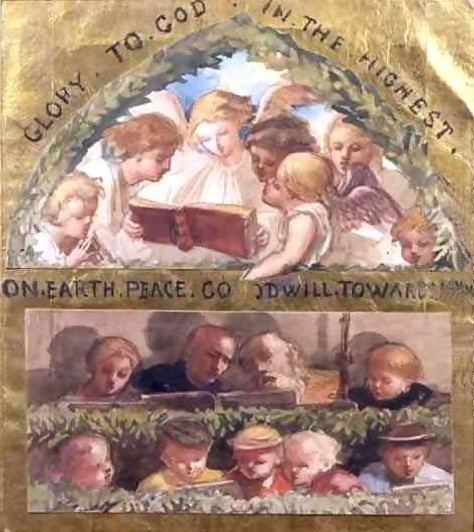
Glory To God In The Highest (muurschildering)
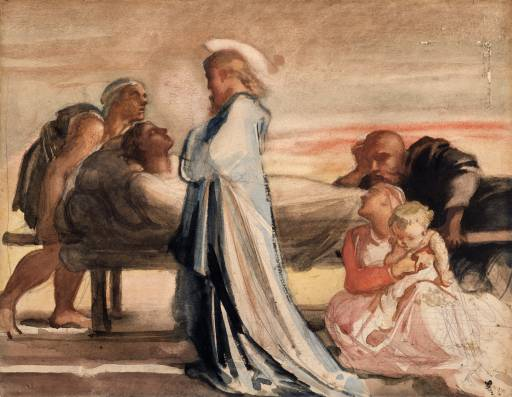
Christ Raising the Dead